# Éclaireuses et éclaireurs de la nature
 (juin 2021).
La mise en forme du texte ne suit pas les recommandations de Wikipédia : il faut le « wikifier ».
Les points d'amélioration suivants sont les cas les plus fréquents. Le détail des points à revoir est peut-être précisé sur la page de discussion.
- Les titres sont pré-formatés par le logiciel. Ils ne sont ni en capitales, ni en gras.
- Le texte ne doit pas être écrit en capitales (les noms de famille non plus), ni en gras, ni en italique, ni en « petit »…
- Le gras n'est utilisé que pour surligner le titre de l'article dans l'introduction, une seule fois.
- L'italique est rarement utilisé : mots en langue étrangère, titres d'œuvres, noms de bateaux, etc.
- Les citations ne sont pas en italique mais en corps de texte normal. Elles sont entourées par des guillemets français : « et ».
- Les listes à puces sont à éviter, des paragraphes rédigés étant largement préférés. Les tableaux sont à réserver à la présentation de données structurées (résultats, etc.).
- Les appels de note de bas de page (petits chiffres en exposant, introduits par l'outil «  Source ») sont à placer entre la fin de phrase et le point final[comme ça].
- Les liens internes (vers d'autres articles de Wikipédia) sont à choisir avec parcimonie. Créez des liens vers des articles approfondissant le sujet. Les termes génériques sans rapport avec le sujet sont à éviter, ainsi que les répétitions de liens vers un même terme.
- Les liens externes sont à placer uniquement dans une section « Liens externes », à la fin de l'article. Ces liens sont à choisir avec parcimonie suivant les règles définies. Si un lien sert de source à l'article, son insertion dans le texte est à faire par les notes de bas de page.
- La présentation des références doit suivre les conventions bibliographiques. Il est recommandé d'utiliser les modèles {{Ouvrage}}, {{Chapitre}}, {{Article}}, {{Lien web}} et/ou {{Bibliographie}}. Le mode d'édition visuel peut mettre en forme automatiquement les références.
- Insérer une infobox (cadre d'informations à droite) n'est pas obligatoire pour parachever la mise en page.

Pour une aide détaillée, merci de consulter Aide:Wikification.
Si vous pensez que ces points ont été résolus, vous pouvez retirer ce bandeau et améliorer la mise en forme d'un autre article.
 (juin 2021).
Les Éclaireuses et Éclaireurs de la nature est un mouvement de scoutisme français d'inspiration bouddhiste créé en 2007. Mouvement déclaré auprès des services de l’État pour la jeunesse, agréé jeunesse et d'éducation populaire par le ministère et reconnu officiellement d’intérêt général, les Éclaireuses et Éclaireurs de la Nature sont membres associés de la Fédération du Scoutisme français,.
Le mouvement est une association loi de 1901, membre de l’Union bouddhiste de France et représentant officiel de la Fraternité mondiale des scouts bouddhistes en France.

## Historique et chronologie
Les Éclaireuses et Éclaireurs de la nature sont créés à la suite d'une rencontre entre l'agro-écologiste Pierre Rabhi, Lama Denys, le supérieur de la communauté bouddhiste Rimay, ainsi que Khaled Bentounès, guide spirituel de la confrérie soufie Alawiyya,.

### 2008
En 2008, le premier camp d’été réunit 24 enfants au mois de juillet. Le baptême du feu fut concluant[réf. nécessaire]. Dès septembre, deux groupes locaux de Sophia-Antipolis et Annecy commencent une activité régulière.

### 2009
En 2009, de nouveaux groupes locaux se construisent (dont Grenoble). Les EDLN contactent le Scoutisme Français pour demander leur intégration[réf. nécessaire].

### 2010
En 2010, ouverture du groupe local de Chambéry. Le parrainage du directeur technique des Pays de Savoie alloue des moyens supplémentaires au EDLN, ce qui permet au deuxième camp des vaillants de se tenir en pleine nature, chez les SGDF, à Arâches-la-Frasse. Le mouvement des Éclaireurs de la Nature rejoint l’UBF (Union Bouddhiste de France). Il est engagé dans une démarche de reconnaissance officielle auprès de la Fédération du Scoutisme français et des instances scoutes internationales[réf. nécessaire].

### 2011
En 2011, plusieurs groupes locaux ouvrent en France, dont celui de Paris-Vincennes. Le groupe des Pionniers (14-17 ans) participe au 22e Jamboree scout mondial en Suède, réunissant des scouts du monde entier. Les EDLN intègrent la Fraternité mondiale des scouts boudhistes, dont ils sont les représentants en France.

### 2012
En 2012, les EDLN signent une convention de partenariat avec le plus grand mouvement du scoutisme en France : les Scouts et guides de France[réf. nécessaire]. Ce rapprochement avec un mouvement installé de longue date dans le paysage du scoutisme français est une reconnaissance significative pour les EDLN. Cette convention met par écrit la volonté des SGDF d'accueillir dans ses formations les chefs EDLN et d'engager les groupes locaux dans une démarche de jumelage, tout en demandant à bénéficier de l'apport pédagogique des EDLN sur les thématiques du respect de la nature et de la non-violence. De nouveaux camps sont organisés en terrain SGDF, à Mélan, favorisant la rencontre avec les autres traditions. Une autre convention, signée avec la congrégation bouddhiste Rigpa basée dans l’Hérault, permet à de nouveaux jeunes de bénéficier du scoutisme[réf. nécessaire].

### 2013
En 2013, les cinq camps d'été (2 de voyageurs, 2 de vaillants, 1 de pionniers) réunissent 150 personnes, au Breuil, à Luminy (Marseille) et à Lodève. Participation des pionniers au camp Nature-Environnement de Luminy, en jumelage avec les SGDF de Brive-la-Gaillarde. Devant l'ampleur que prennent les camps, l'accompagnement pédagogique se met en place, la commission pédagogique refonde le projet éducatif de l’association. Sur cette base, les méthodes de branches (tranches d’âge) sont progressivement améliorées et complétées.
Les Éclaireurs de la Nature deviennent partenaires des Scouts et Guides de France (SGDF).

### 2014
En 2014, les Éclaireurs de la Nature modernisent leurs statuts qu'ils rapprochent de ceux d'autres mouvements du scoutisme français. Le règlement intérieur est rédigé et un nouveau projet éducatif clarifie l'identité de l'association. Le nom de l'association est modifié pour devenir «Éclaireuses et Éclaireurs de la Nature». Sous l'impulsion du responsable de la commission spirituelle les EDLN clarifient leur proposition spirituelle pour se tourner vers la Pleine Conscience.

### 2015
Les Éclaireurs de la Nature deviennent membres associés du Scoutisme Français, à l'occasion de l'Assemblée Générale du Scoutisme Français en avril 2015. Les EDLN se revendiquent effectivement des mêmes valeurs que les autres mouvements composant le Scoutisme Français (EDF, SGDF,  EEUF, EEIF, SMF) diffèrent seulement sur l'aspect religieux.

### 2018
L'équipe nationale se renouvelle en 2018. Le mouvement compte 992 membres (767 jeunes et 225 adultes bénévoles, chefs...).
Depuis 2011, les EDLN ont mené des actions de jumelages avec Scouts et Guides de France tant au niveau national qu'au niveau local[réf. nécessaire]. L'objectif est de former la maîtrise du mouvement, mais aussi de faire bénéficier les jeunes de l'expérience quasi centenaire en scoutisme des SGDF.

### 2019
Pour la première fois, les camps d’été sont organisés de manière autonome par les groupes locaux, parfois en jumelage. Le camp symbolique des 1000 adhérents est franchis avec 1201 jeunes et adultes prenant part aux activités du mouvement. Une commission écologie est créée, elle développe des propositions pour les activités, les transports et l’intendance afin de diminuer l’impact environnemental de l’association

### 2020
Pour accompagner la croissance du nombre d’adhérents jeunes comme adultes, l’assemblée générale décide d’un fonctionnement pour les territoires. Des équipes territoriales sont mises en place pour soutenir les activités des groupes locaux. Une première formation BAFD est coorganisée en partenariat avec les Éclaireuses et Éclaireurs Unionistes de France au mois de février. Enfin, Pierre Lançon, responsable spirituel de l’association depuis sa création, transmet son rôle à Aurélie Lichlte.

### 2021
Emmanuel Buu passe la main comme présidente à Ophélie Lefebvre à l'assemblée générale qui a lieu à Bordeaux. Il est également arrêté que l'association n'enverra pas de délégation au Jamboree de 2023 en Corée.

### 2022
Les EDLN organisent leur premier rassemblement national : le Jamboree Inspir'Action qui a lieu du 25 au 29 juillet au domaine de la Planche - base des EEDF. Environ 1300 personnes ont participé dont 900 jeunes. Jean-Michel Dance prend la suite d'Aurélie Lichte comme responsable spirituel. Dominique Bénard rejoint le conseil d'administration des EDLN et anime la mise en place de la politique "à l'abri de la maltraitance".

### 2023
Les EDLN modernisent leur projet éducatif en organisant une consultation de l'ensemble de l'association.

### 2024
Ophélie Lefebvre passe la présidence à Diane Leault-Decas. Diane est la première président issue des EDLN. Les EDLN ont participé au Roverway 2024 en Norvège avec une délégation de 11 compas. Ils ont nommé Teresa FERRARI comme commissaire internationale AMGE. Dominique Bénard en fin de mandat quitte le conseil d'administration qui est fortement renouvelé.